# محسن أحمد
محسن أحمد هو مدير تصوير ومخرج مصري.

## حياته ومشواره المهني
بدأ حياته المهنية مصوراً في فيلم (صديقي الوفي) عام 1984. وشارك بعدها في أكثر من 30 فيلماً سينمائياً ما بين مصوراً ومديراً للتصوير. في التسعينات اتجه لإخراج الفيديو كليب فأخرج أغنيات لكبار المطربين من بينهم (كاظم الساهر، لطيفة، هاني شاكر ...). كان فيلمه (السيد أبو العربي وصل) عام 2005 هو أول أفلامه الروائية الطويلة مع النجم هاني رمزي والذي تعاون معه مرة أخرى في فيلم (الرجل الغامض بسلامته) عام 2010.
أصيب عام 2014 بجلطة دماغية في دار الأوبرا المصرية نقل على اثرها إلى المستشفى وسافر في رحلة علاج لأمريكا تعافى بعدها 

## أعماله

### في التمثيل
- كلام في الحب ضيف شرف فيلم  2006
- تخسري المخرج الكبيرفيديو كليب  1997

### مدير تصوير
- سمير أبو النيل مدير التصويرفيلم  2013
- جيم أوفرمدير التصويرفيلم  2012
- عمر وسلمى 3مصورفيلم  2012
- ابن القنصل مدير التصويرفيلم  2010
- زهايمر مدير التصويرفيلم  2010
- الوعدمدير التصويرفيلم  2008
- دم الغزالمدير التصويرفيلم  2005
- الباحثات عن الحرية مصورفيلم  2004
- إزاى البنات تحبك مدير التصويرفيلم  2003
- قلب جرئ مصورفيلم  2002
- الرجل الأبيض المتوسط مصورفيلم  2001
- هاللو أمريكا مصورفيلم  2000
- عليه العوض مصورفيلم  2000
- الواد محروس بتاع الوزيرمصورفيلم  1999
- رجل مهم جدامدير التصويرفيلم  1996
- النوم في العسل مدير التصويرفيلم  1996
- أبو زيد زمانه مدير التصويرفيلم  1995
- الفاس في الرأس مصورفيلم  1992
- الحب في الثلاجة فيلم  1992
- ناجي العلي مصورفيلم  1992
- الكيت كات مصورفيلم  1991
- سمع هس فيلم  1991
- شبكة الموت إضاءة فيلم  1990
- كابوريامدير التصويرفيلم  1990
- العقرب مدير التصويرفيلم  1990
- النصاب والكلب مدير التصويرفيلم  1990
- شباب على كف عفريت مدير التصويرفيلم  1990
- زوجة رجل مهم مصور سينمائيفيلم  1988
- الكماشة مدير التصويرفيلم  1987
- الملعوب تصويرفيلم  1987
- عصر الذئاب مصورفيلم  1986
- ابن تحية عزوزمدير التصويرفيلم  1986
- البداية مدير التصويرفيلم  1986
- المطاردمدير التصويرفيلم  1985
- صديقي الوفي مصورفيلم  1984

### إخراج
- الرجل الغامض بسلامته مخرجفيلم  2010
- بيت العيلة 2مخرج سيت كوم  2010
- بيت العيلة 1مخرج سيت كوم  2009